# Agustina Gutiérrez Salazar
Agustina Gutiérrez Salazar (San Fernando, 1851 - Santiago du Chili, 4 septembre 1886, est une peintre et dessinatrice chilienne.
Première élève de l'Académie de peinture et première enseignante d'arts plastiques dans son pays, elle a obtenu une importante reconnaissance publique pour son travail de portraitiste de femmes de la haute société de Valparaíso,.

## Biographie

### Jeunesse et débuts
Agustina Gutiérrez Salazar naît à San Fernando, province de Colchagua, au sein d'une famille de classe moyenne où ses talents artistiques ont été remarqués depuis son enfance.

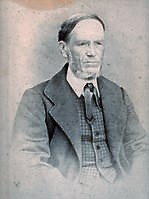
Son père, José Antonio Gutiérrez Gutiérrez.

À 15 ans, elle s'installe à Santiago avec son père, José Antonio Gutiérrez Gutiérrez. Il rejoint l'Académie de peinture en 1866.
Elle est considérée comme la première femme à diriger l'art féminin. En 1869, elle est nommée à 18 ans professeure de dessin à l'Académie de peinture (es) par Alejandro Cicarelli (es). Elle devient ainsi la première enseignante de dessin au Chili et l'une des initiatrices de cette discipline en tant qu'enseignante dans une école publique.
Ses cinq sœurs ont également pratiqué la peinture.

### Mort et reconnaissance

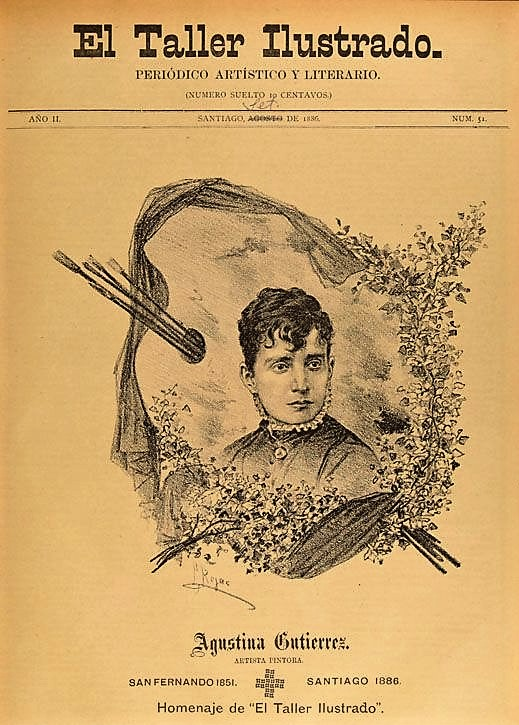
Hommage à Agustina Gutiérrez Salazar dans El Taller ilustrado no 51.

À 35 ans, Agustina Gutiérrez souffre de pneumonie. Elle en meurt le 4 septembre 1886,.
Le magazine culturel El Taller ilustrado rend hommage à Agustina Gutiérrez : « ses portraits à l'huile et au crayon étaient les plus acceptés. Parmi eux, beaucoup ont eu du succès, notamment à Valparaíso, pour lesquels des mérites exceptionnels sont possibles, que ce soit en termes de correction ou de pureté des lignes, et c'est à cause de son langage artistique que je reconstruis.[Quoi ?][réf. nécessaire] » Dans les paragraphes suivants, le magazine affirme que « elle connue dans tout le pays pour son talent artistique, des personnes très riches et matériellement pauvres[Quoi ?] lui ont commandé des œuvres ; sa réputation était assurée[réf. nécessaire] »
José Miguel Blanco (es) dit à propos d'elle : « Respectez sa mémoire 
 Aujourd'hui, vous entrez dans l'éternité pour monter, 
 Ils sont nouvel avenir est la gloire
 Sa couronne triomphante émerge de l'art. »

## Œuvre

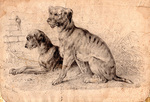
Dessin au fusain de chiens.

Dans son art, Agustina Gutiérrez Salazar est influencée par Paula Aldunate Larraín (1834-1871), qui était également disciple de Mauricio Rugendas.
Elle est l'une des femmes pionnières participant aux foires de peinture de Santiago. Son talent a été mis en valeur par la peinture à l'huile sur toile, principalement sur des sujets mythologiques, animaliers, des thèmes épiques, des natures mortes, principalement de fleurs.
Gutiérrez Salazar se distingue en tant que portraitiste au crayon. Avec cette technique, on estime qu’elle a fait plus de deux mille portraits sur papier. Parmi ces portraits figurent les dames de Valparaíso : Juana Vargas de Jara Quemada, Carmela Mena de Veras, Marcelina Vargas de Mena, Acasia Lazo de Undurraga et la Dame royale d'Azúa. Les portraits sont dotés d'un caractère psychologique et de nuances. Comme tous les autres étudiants de l'académie, elle exerce une profession alimentaire, ce qui lui permettait de disposer de revenus suffisants pour continuer son art.

Son travail reflète le contexte social chilien, en particulier les portraits de dames de la haute société de l’époque.
Agustina Gutiérrez a participé à une exposition collective une seule fois. Il s'agissait de l'exposition de la cinquième normale de l'Association nationale de l'agriculture, à Santiago du Chili, en 1884,.
Dans le discours inaugural de l'Académie de peinture de 1849, Alejandro Cicarelli a souligné que :
« Je veux attirer l'attention des jeunes universitaires chiliens et leur dire que le pays ouvre une nouvelle carrière qui leur donne une nouvelle position sociale. La carrière est vaste et, bien qu’elle soit opposée à celle des armes, elle est glorieuse en soi. Si les enfants du pays ont versé leur sang sur le champ de bataille pour garantir leur indépendance et leur grandeur, les beaux-arts ont pour mission de féconder cette graine de vertu et de patriotisme, illustrant par l'art les réalisations de ces courageux. »